# Copa América 1916
Copa América 1916 – pierwsze mistrzostwa kontynentu południowoamerykańskiego (oficjalnie dopiero od 1917 roku) odbyły się w dniach 2 – 17 lipca 1916 roku w Argentynie. Uczestniczyły w nich cztery reprezentacje: Argentyny, Urugwaju, Brazylii i Chile. Grano systemem każdy z każdym, a o zwycięstwie w turnieju decydowała końcowa tabela.

## Uczestnicy

### Argentyna
| Zawodnik                    | Klub                                 |
| --------------------------- | ------------------------------------ |
| Gerónimo Badaracco          | San Isidro Buenos Aires              |
| Claudio Bincaz              | San Isidro Buenos Aires              |
| Juán Cabano                 | Argentino de CA Argentino de Quilmes |
| Juán Domingo Brown          | CA Argentino de Quilmes              |
| Arturo Chiappe              | River Plate                          |
| Zenón Díaz                  | Rosario Central                      |
| Cándido García              | River Plate                          |
| Carlos Guidi                | Tiro Federal Rosario                 |
| Ennis Hayes                 | Rosario Central                      |
| Juán Enrique "Harry" Hayes  | Rosario Central                      |
| Adolfo Heissinger           | CA Tigre                             |
| Juán Hospital               | Racing Club de Avellaneda            |
| Carlos Isola                | River Plate                          |
| José Laguna                 | CA Huracán                           |
| Alberto Andrés Marcovecchio | Racing Club de Avellaneda            |
| Pedro Martínez              | CA Huracán                           |
| Ricardo Naón                | Gimnasia y Esgrima La Plata          |
| Alberto Bernardino Ohaco    | Racing Club de Avellaneda            |
| Francisco Olazar            | Racing Club de Avellaneda            |
| Juán Nelusco Perinetti      | Racing Club de Avellaneda            |
| Armando Reyes               | Racing Club de Avellaneda            |
| Juán José Rithner           | Porteño Buenos Aires                 |
| Carlos Tomás Wilson         | San Isidro Buenos Aires              |

### Brazylia
| Zawodnik                         | Klub                      |
| -------------------------------- | ------------------------- |
| Manoel ALENCAR Monte             | Americano São Paulo       |
| AMÍLCAR Barbuy                   | Corinthians Paulista      |
| ARNALDO Patusca Silveira         | Santos FC                 |
| CASEMIRO Amaral                  | Mackenzie Rio de Janeiro  |
| DEMÓSTHENES Correa de Syllos     | AA Palmeiras São Paulo    |
| Arthur FRIEDENREICH              | Payssandu São Paulo       |
| Armando Almeida GALO             | CR Flamengo               |
| Sylvio LAGRECA                   | São Bento São Paulo       |
| LUIZ Maia de Bittencourt MENEZES | Botafogo FR               |
| MARCOS Carneiro de Mendonça      | Fluminense Rio de Janeiro |
| MIMI – Mimi Sodré                | Botafogo FR               |
| Emmanuel Augusto NERY            | CR Flamengo               |
| ORLANDO Pereira Pires            | Paulistano São Paulo      |
| SIDNEY – Sidney Pullen           | CR Flamengo               |
| Trener: Sylvio LAGRECA           |                           |

### Chile
| Zawodnik             | Klub                        |
| -------------------- | --------------------------- |
| Enrique Abello       | Deportes Magallanes         |
| Telésforo Báez       | Santiago Wanderers          |
| Enrique Cárdenas     | Santiago Wanderers          |
| Alfredo France       | Estrella del Mar Talcahuano |
| Eufelio Fuentes      | La Cruz Valparaíso          |
| Manuel Geldes        | Santiago Wanderers          |
| Manuel Guerrero      | La Cruz Valparaíso          |
| Enrique Gutiérrez    | Deportes Magallanes         |
| Roberto Moreno       | Nacional Star Santiago      |
| Hernando Salazar     | Tander Coquimbo             |
| Enrique Teuche       | Deportes Magallanes         |
| Ramón Unzaga         | Estrella del Mar Talcahuano |
| Marcos Wittke        | Deportes Magallanes         |
| Trener: Carlos Fanta |                             |

### Urugwaj
| Zawodnik                | Klub                      |
| ----------------------- | ------------------------- |
| Miguel Benincasa        | River Plate FC Montevideo |
| José Brachi             | Club Nacional de Football |
| Francisco Castellino    | Club Nacional de Football |
| Pablo Dacal             | Club Nacional de Football |
| Juan Delgado            | Central Montevideo        |
| Alfredo Foglino         | Club Nacional de Football |
| Isabelino Gradín        | CA Peñarol                |
| Rodolfo Marán           | Universal Montevideo      |
| Jorge Germán Pacheco    | CA Peñarol                |
| José Pérez              | CA Peñarol                |
| José Piendibene         | CA Peñarol                |
| Angel Romano            | Club Nacional de Football |
| Cayetano Saporiti       | Montevideo Wanderers      |
| Pascual Somma           | Club Nacional de Football |
| José Tognola            | Reformers Montevideo      |
| Antonio Urdinarán       | Defensor Sporting         |
| José Vanzzino           | Club Nacional de Football |
| Manuel Varela           | CA Peñarol                |
| Alfredo Zibechi         | Montevideo Wanderers      |
| Trener: Alfredo Foglino |                           |

## Mecze

### Urugwaj–Chile
| URUGWAJ – CHILE 4:0 (1:0)                                                                                      |
| --- |
| 2 lipca 1916, Buenos Aires, Stadion klubu Gimnasia y Esgrima (widzów 3000)                                     |
| Sędzia: Hugo Gronda                                                                                            |
| URUGWAJ: Saporiti – Castellino, Foglino – Pacheco, Delgado, Varela – Somma, Romano, Piendibene, Gradín, Brachi |
| CHILE: Guerrero – Cárdenas, Wittke – Abello, Teuche, Unzaga – Salazar, Fuentes, Gutiérrez, Moreno, Geldes      |
| Bramki: 1:0 Piendibene 44, 2:0 Gradín 55, 3:0 Gradín 70, 4:0 Piendibene 75                                     |

### Argentyna–Chile
| ARGENTYNA – CHILE 6:1 (1:1)                                                                                              |
| --- |
| 6 lipca 1916, Buenos Aires, Stadion klubu Gimnasia y Esgrima (widzów 18 000)                                             |
| Sędzia: Sidney Pullen |
| ARGENTYNA: Rithner – Reyes, Brown – Martínez, Olazar, Badaracco – Heissinger, Ohaco, Marcovecchio, Guidi, Perinetti      |
| CHILE: Guerrero – Cárdenas, Wittke – Abello, Teuche, Unzaga – Báez, Fuentes, Gutiérrez, France, Geldes                   |
| Bramki: 1:0 Ohaco 2, 1:1 Báez 44, 2:1 Brown 60 k, 3:1 Brown 62 k, 4:1 Marcovecchio 67, 5:1 Ohaco 75, 6:1 Marcovecchio 89 |

### Chile–Brazylia
| CHILE – BRAZYLIA 1:1 (0:1)                                                                                           |
| --- |
| 8 lipca 1916, Buenos Aires, Stadion klubu Gimnasia y Esgrima (widzów 15 000)                                         |
| Sędzia: León Peyrou                                                                                                  |
| CHILE: Guerrero – Cárdenas, Wittke – Abello, Teuche, Unzaga – Báez, Moreno, France, Salazar, Geldes                  |
| BRAZYLIA: Marcos – Orlando, Nery – Lagreca, Sidney, Galo – Luiz Menezes, Demósthenes, Friedenreich, Alencar, Arnaldo |
| Bramki: 0:1 Demósthenes 29, 1:1 Salazar 85                                                                           |

### Argentyna–Brazylia
| ARGENTYNA – BRAZYLIA 1:1 (1:1)                                                                                      |
| --- |
| 10 lipca 1916, Buenos Aires, Stadion klubu Gimnasia y Esgrima (widzów 16 000)                                       |
| Sędzia: Carlos Fanta                                                                                                |
| ARGENTYNA: Rithner – Chiappe, Brown – Martínez, Olazar, Badaracco – Heissinger, Laguna, Marcovecchio, Guidi, Bincaz |
| BRAZYLIA: Casemiro – Orlando, Nery – Lagreca, Sidney, Galo – Luiz Menezes, Amílcar, Friedenreich, Alencar, Arnaldo  |
| Bramki: 1:0 Laguna 10, 1:1 Alencar 23                                                                               |

### Urugwaj–Brazylia
| URUGWAJ – BRAZYLIA 2:1 (0:1) |
| --- |
| 12 lipca 1916, Buenos Aires, Stadion klubu Gimnasia y Esgrima (widzów 15 000)                                                             |
| Sędzia: Carlos Fanta |
| URUGWAJ: Saporiti – Castelino, Varela – Pacheco, Delgado, Vanzzino – Somma, Romano, Piendibene, Gradín, Tognola                           |
| BRAZYLIA: Casemiro – Orlando, Nery – Lagreca, Sidney, Galo – Luiz Menezes, Amílcar, Friedenreich, Mimí, Arnaldo                           |
| Bramki: 0:1 Friedenreich 8, 1:1 Gradín 58, 2:1 Tognola 77                                                                                 |
| Uwaga: Obrońca brazylijski Orlando opuścił boisko w 16 minucie meczu z powodu kontuzji – pozostałe 74 minuty Brazylia grała w osłabieniu. |

### Urugwaj–Argentyna
| URUGWAJ – ARGENTYNA 0:0 |
| --- |
| 17 lipca 1916, Buenos Aires, Stadion klubu Racing (widzów 17 000) |
| Sędzia: Carlos Fanta |
| URUGWAJ: Saporiti – Benincasa, Foglino – Zibechi, Delgado, Varela – Somma, Tognola, Piendibene, Gradín, Marán                                                                       |
| ARGENTYNA: Isola – Díaz, Reyes – Martínez, Olazar, Badaracco – Heissinger, Ohaco, H.Hayes, E.Hayes, Perinetti                                                                       |
| Uwaga: Mecz rozpoczął się 16 lipca na stadionie Gimnasia y Esgrima, został jednak przerwany po 5 minutach. Następnego dnia dokończono brakujące 85 minut na stadionie klubu Racing. |

## Podsumowanie

### Wyniki
Wszystkie mecze rozgrywano w Buenos Aires na stadionie Gimnasia y Esgrima, jedynie mecz Argentyna – Urugwaj na stadionie Racing Club Avellaneda
| Urugwaj   | 4 – 0 (1-0) | Chile    |
| Argentyna | 6 – 1 (1-1) | Chile    |
| Chile     | 1 – 1 (0-1) | Brazylia |
| Argentyna | 1 – 1 (1-1) | Brazylia |
| Urugwaj   | 2 – 1 (0-1) | Brazylia |
| Argentyna | 0 – 0       | Urugwaj  |

### Tabela końcowa
| Poz | Reprezentacja | Mecze | Zw | Rem | Por | Pkt | BrZd | BrStr |
| --- | ------------- | ----- | -- | --- | --- | --- | ---- | ----- |
| 1   | URUGWAJ       | 3     | 2  | 1   | 0   | 5   | 6    | 1     |
| 2   | ARGENTYNA     | 3     | 1  | 2   | 0   | 4   | 7    | 2     |
| 3   | BRAZYLIA      | 3     | 0  | 2   | 1   | 2   | 3    | 4     |
| 4   | CHILE         | 3     | 0  | 1   | 2   | 1   | 2    | 11    |

Pierwszym triumfatorem turnieju Copa América został zespół Urugwaju.

### Strzelcy bramek
| Gole | Piłkarze                                                        |
| ---- | --------------------------------------------------------------- |
| 3    | Gradín                                                          |
| 2    | Brown, Marcovecchio, Ohaco Piendibene                           |
| 1    | Laguna Alencar, Demósthenes, Friedenreich Báez, Salazar Tognola |

### Sędziowie
| Mecze | Sędziowie                             |
| ----- | ------------------------------------- |
| 3     | Carlos Fanta                          |
| 1     | Hugo Gronda Sidney Pullen León Peyrou |